# Chiesa di Santa Maria delle Grazie a Porta Angelica
La chiesa di Santa Maria delle Grazie a Porta Angelica era un luogo di culto cattolico scomparso nella prima metà del XX secolo situato nel rione Borgo a Roma, nei pressi della porta omonima demolita nel 1888. Nel XVIII secolo era annoverata fra i principali santuari della città e meta di pellegrinaggio.

## Storia

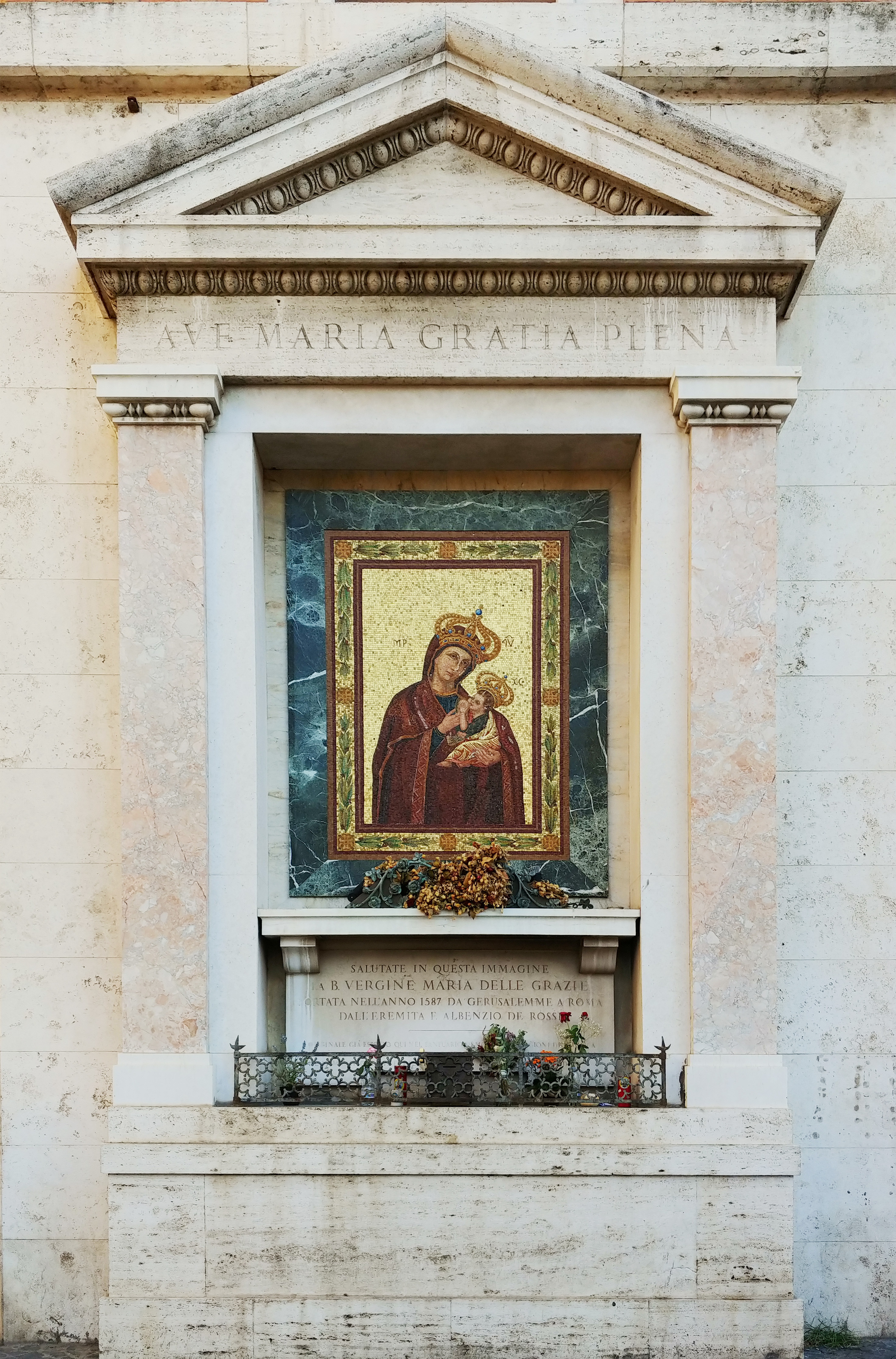
Edicola della Madonna delle Grazie che sorge tra borgo Angelico e via di Porta Angelica nel luogo in cui si trovava la chiesa omonima.

Nel 1587 l'eremita itinerante di origine cetrarese Albenzio De Rossi chiese ed ottenne da papa Sisto V di poter edificare un ospizio per accogliere i numerosi eremiti che giungevano in pellegrinaggio a Roma e i poveri e gli ammalati che abitavano in città. I pellegrini potevano esservi ospitati per otto giorni (periodo che a seconda dei casi poteva venire prolungato) ed erano anche presenti per gli infermi dei locali adibiti ad ospedale. Per il complesso venne acquistato dal cardinale vicario Giacomo Savelli un terreno nel Borgo già adibito a coltivazione di tabacco, immediatamente all'interno di Porta Angelica, e la sua costruzione, resa possibile dalle elemosine raccolte da De Rossi stesso, si protrasse fino al 1591. Annessa all'ospizio fu edificata una chiesa dedicata inizialmente all'Ascensione di Gesù; a partire dalla morte del suo fondatore avvenuta nel 1606, si sviluppò una forte devozione popolare intorno all'immagine ritenuta miracolosa della Madonna col Bambino da lui portata in città dopo un pellegrinaggio in Terra Santa, che portò a cambiare il titolo della chiesa in "Santa Maria delle Grazie delli Eremiti". Dal 1675 l'ospizio fu sede per volere di papa Clemente X dei Convertendi (istituzione fondata nel 1600 da papa Clemente VIII e dedicata alla protezione dei protestanti che volevano convertirsi alla fede cattolica) che vi rimasero fino al 1686 quando si trasferirono nel omonimo palazzo in piazza Scossacavalli. L'attività caritativa rimase in mano agli eremiti, i cui ultimi due religiosi nel 1809 furono affiancati per volere di papa Pio VII dai Frati penitenti di Gesù Nazareno, che nel 1824 aprirono un'infermeria che vi rimase fino alla soppressione dell'ordine avvenuta nel 1935.
Nel 1618 l'intero complesso fu oggetto di un importante intervento di ampliamento finanziato dal cardinale Marcello Lante e in tal frangente la chiesa venne ricostruita di maggiori dimensioni; l'11 giugno dello stesso anno vi fu traslata solennemente l'immagine miracolosa, mentre il luogo di culto fu consacrato solamente il 29 settembre 1732 dal cardinale vicario Giovanni Antonio Guadagni. La piena del Tevere del 10 dicembre 1846 causò ingenti danni alla struttura e parziali interventi di restauro alla chiesa vennero condotti nel 1858.
Nell'ambito degli estesi lavori di demolizione e ricostruzione che interessarono l'area nord-occidentale del rione Borgo negli anni 1930 rientrarono anche la chiesa di Santa Maria delle Grazie con l'annesso edificio dell'antico ospizio, che furono abbattuti nel 1939 per lasciare spazio ad un edificio residenziale di vaste dimensioni in stile razionalista. Il titolo di Santa Maria delle Grazie e parte degli arredi (tra i quali l'immagine miracolosa) furono trasferiti nella nuova chiesa parrocchiale edificata nel 1939-1941 nell'area meridionale del quartiere Trionfale, nei pressi delle mura Vaticane. Nel 1942 all'angolo dell'edificio sorto sul sito dell'antico santuario tra via di Porta Angelica e borgo Angelico venne edificata un'edicola marmorea di dimensioni monumentali con mosaico realizzato dallo Studio del mosaico vaticano e riproducente la venerata immagine della Madonna delle Grazie; fu benedetta il 13 maggio 1942 dal vicario generale per la Città del Vaticano Alfonso Camillo De Romanis e reca la seguente iscrizione:
| SALUTATE IN QUESTA IMMAGINE LA B. VERGINE MARIA DELLE GRAZIE PORTATA NELL'ANNO 1587 DA GERUSALEMME A ROMA DALL'EREMITA F. ALBENZIO DE ROSSI L'ORIGINALE GIÀ ESPOSTO QUI NEL SANTUARIO DEMOLITO PER RAGIONI DI PUBBLICA UTILITÀ SI VENERA ORA NELLA NUOVA CHIESA AL PIAZZALE FRANCESCO MOROSINI CHE LA MUNIFICA PIETÀ DEI PONTEFICI PIO XI E PIO XII RICOSTRUÌ E DEDICÒ A.D. MCMXLI. |

## Descrizione

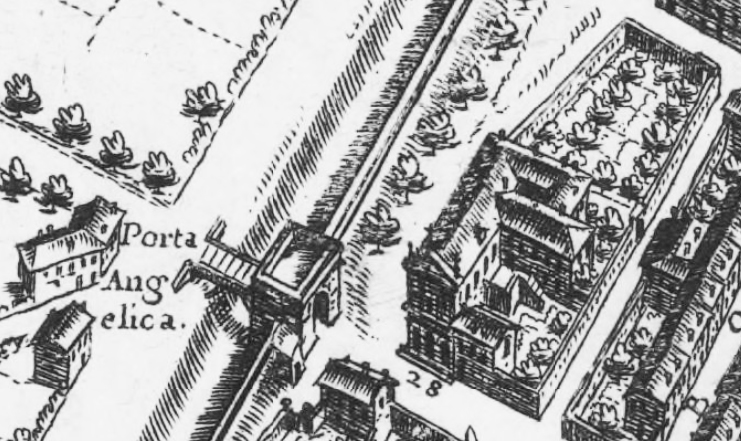
Porta Angelica e la chiesa di Santa Maria delle Grazie nella Nuova pianta et alzata della città di Roma di Giovanni Battista Falda (1676).

La chiesa di Santa Maria delle Grazie sorgeva nell'area compresa fra le attuali via di Porta Angelica (sulla quale dava la facciata), borgo Angelico e via del Mascherino. Il prospetto seicentesco era a capanna ed era tripartito da lesene lisce, tuscaniche nell'ordine inferiore e ioniche in quello superiore; in basso si apriva con tre arcate il portico, chiuso da una cancellata messa in opera nel 1723 da Pietro Maria Ghiringhelli, mentre in alto vi erano tre finestre incorniciate delle quali le due laterali dipinte e quella centrale sormontata da un'altra di minori dimensioni; la facciata terminava in alto con un timpano triangolare sormontato da una croce. Sul retro della chiesa vi era il campanile a vela con due fornici che accoglievano le campane.
All'interno la chiesa era a tre navate di cinque campate ciascuna, delle quali quella centrale terminante con un'abside quadrangolare; quest'ultima ospitava l'altare maggiore in marmi policromi al centro della cui ancona vi era l'immagine miracolosa della Madonna delle Grazie. Vi erano anche altri due altari, consacrati da papa Benedetto XIII il 6 febbraio 1729: quello nella navata sinistra era dedicato all'Ascensione di Gesù ed accoglieva le reliquie dei santi Probo e Giulio, quello di destra a san Francesco e racchiudeva le reliquie dei santi Colombo e Marziale; quest'ultimo fu demolito nel 1854 per aprirvi una cappella intitolata al Santo Volto di Gesù.
Lungo il fianco sinistro della chiesa si trovava la fontana dell'Acqua Angelica, realizzata nel 1898 dall'architetto Francesco Buffa su commissione del comune di Roma e trasferita nel 1930 nella non lontana piazza delle Vaschette, dove si trova tuttora ad una quota inferiore rispetto al manto stradale. Essa è collegata all'acquedotto dell'Aqua Virgo ed è addossata ad una cortina di mattoni e presenta una nicchia in travertino (il cui catino è costituito da una valva di conchiglia dai bordi arricciati) al centro della quale è situata l'unica cannella che alimenta la sottostante vasca dal bordo sporgente.

## Immagine della Madonna delle Grazie

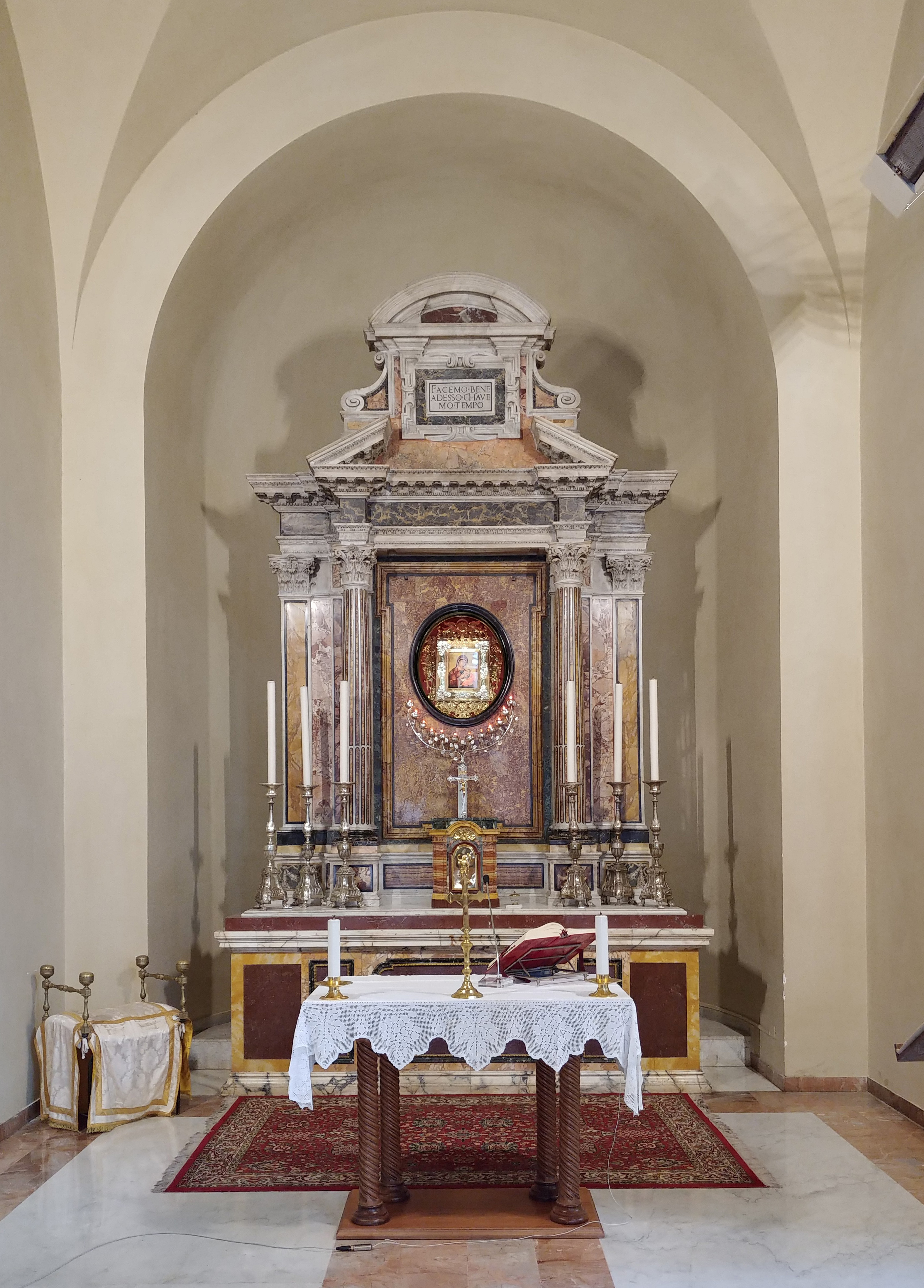
L'altare maggiore con l'immagine della Madonna delle Grazie, nella nuova chiesa.

Fra gli arredi portati nella nuova chiesa di Santa Maria delle Grazie al Trionfale dopo la demolizione di quella antica, vi sono un altare laterale in marmi policromi (situato nella cappella in fondo alla navata laterale di destra), il dipinto di Carlo Maratta Madonna che mostra il Bambino a San Francesco (già esposto in controfacciata) e l'altare maggiore marmoreo con l'immagine della Madonna delle Grazie (ubicato nella cappella terminale della navata sinistra); quest'ultima fu donata ad Albenzio De Rossi a Gerusalemme e da lui portata a Roma nel 1578.
Il dipinto, su lastra di rame di 26x23 cm, risale al XI-XII secolo ed è di ambito bizantino; raffigura la Vergine Maria che allatta il Bambino Gesù che tiene in braccio; questi reca in mano un cartiglio con il primo verso in greco di Isaia 61,1: «Lo Spirito del Signore è sopra di me». La Madonna indossa un manto purpureo con ricami dorati sopra una tunica verde scuro e il Bambino, che è scalzo ed è caratterizzato da una capigliatura riccia, è abbigliato analogamente. Sono ancora presenti i caratteri greci ai lati di Maria, mentre sono andati perduti col tempo quelli relativi a Gesù.
La devozione intorno all'immagine si sviluppò a partire dal XVII secolo e crebbe grazie all'attribuzione nei suoi confronti di eventi miracolosi tra i quali guarigioni impossibili. Nel 1636 il conte Alessandro Sforza lasciò in eredità parte del suo patrimonio affinché l'icona potesse venire incoronata da parte del Capitolo Vaticano, cosa che avvenne il 9 giugno 1644. Le corone, insieme ai numerosi ex-voto, furono rubate durante l'occupazione francese di Roma del 1798-1799 e una nuova incoronazione si ebbe per mano dell'arciprete della Basilica Vaticana cardinale Rafael Merry del Val il 22 giugno 1924 con una solenne celebrazione che si tenne con grande concorso di popolo in piazza San Pietro. Nel 1981 l'icona fu sottoposta ad un importante intervento di restauro conservativo condotto da parte della Soprintendenza di Roma. Le attuali corone le vennero imposte da parte di papa Giovanni Paolo II il 16 dicembre 1984.

## Galleria d'immagini

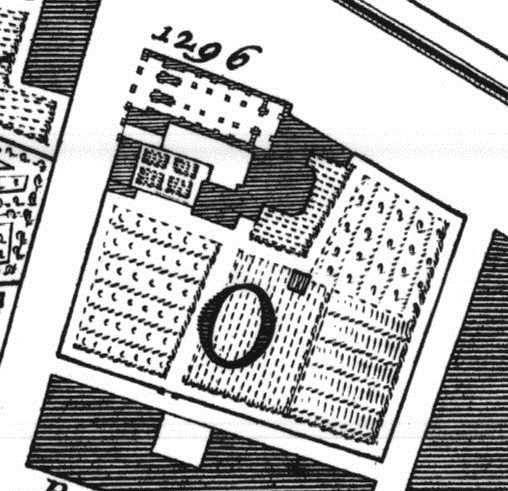
Il complesso nella Nuova Topografia di Roma di Giovanni Battista Nolli (1748)
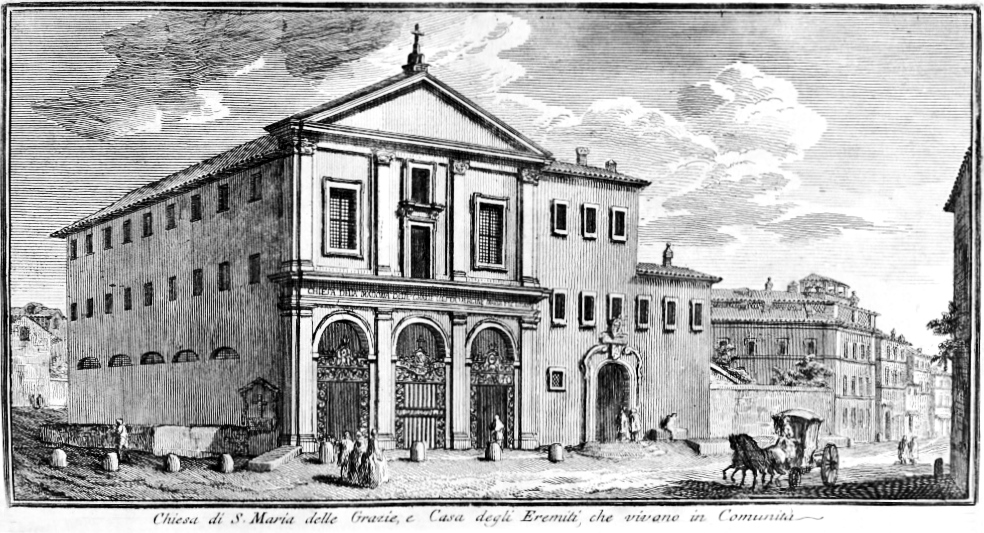
La chiesa in un'incisione di Giuseppe Vasi (1756)
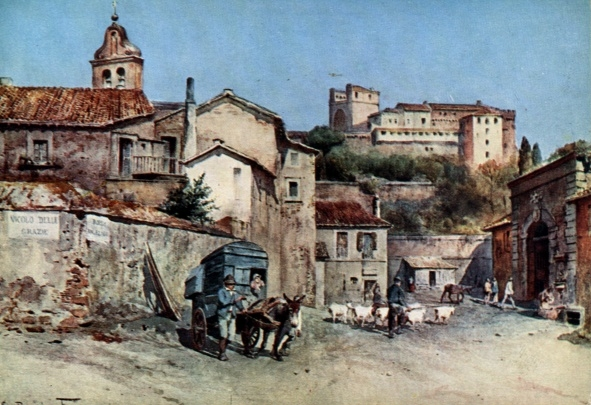
Borgo Angelico e il campanile della chiesa in un acquarello di Ettore Roesler Franz (1880 circa)
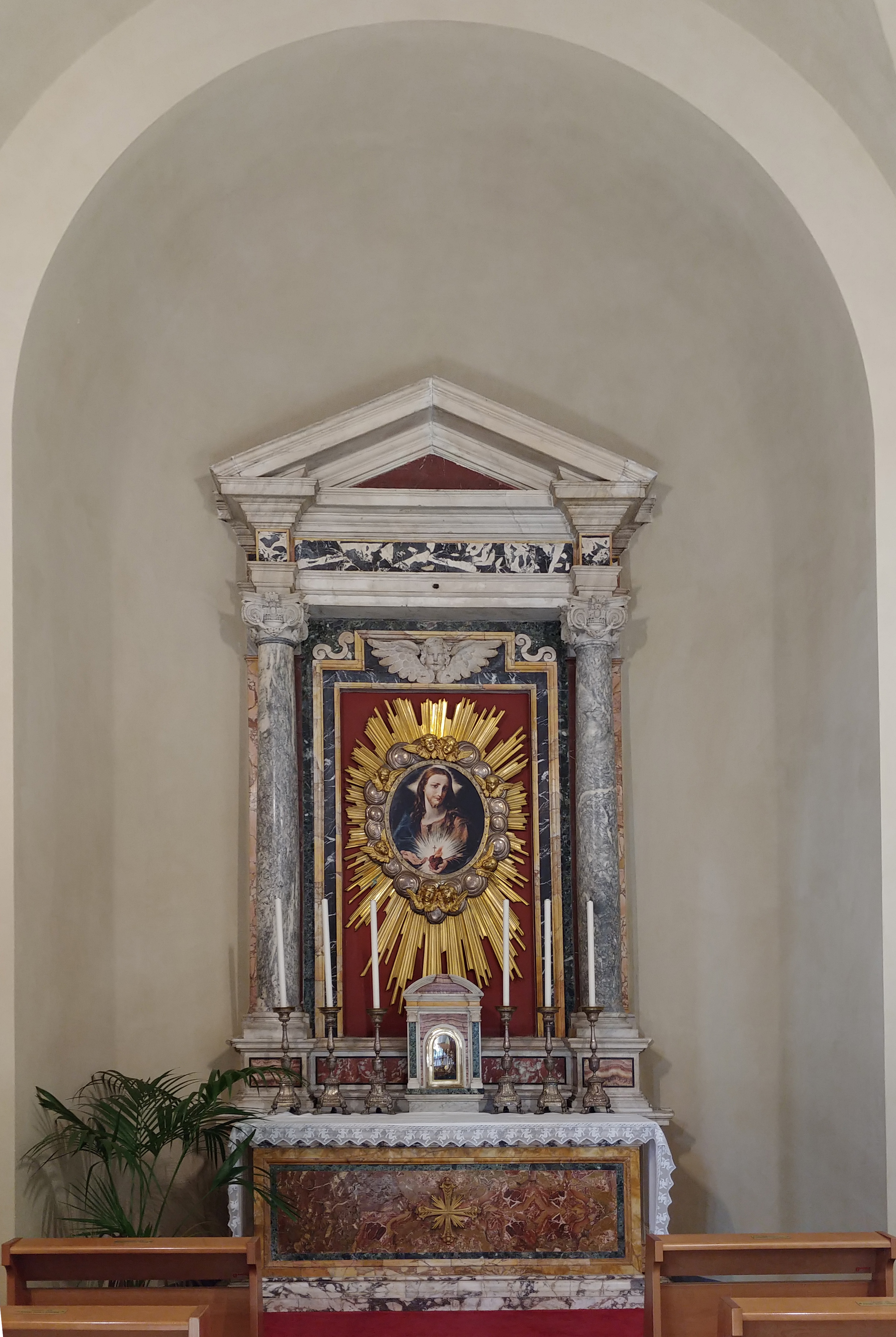
Altare laterale, attualmente nella chiesa di Santa Maria delle Grazie al Trionfale
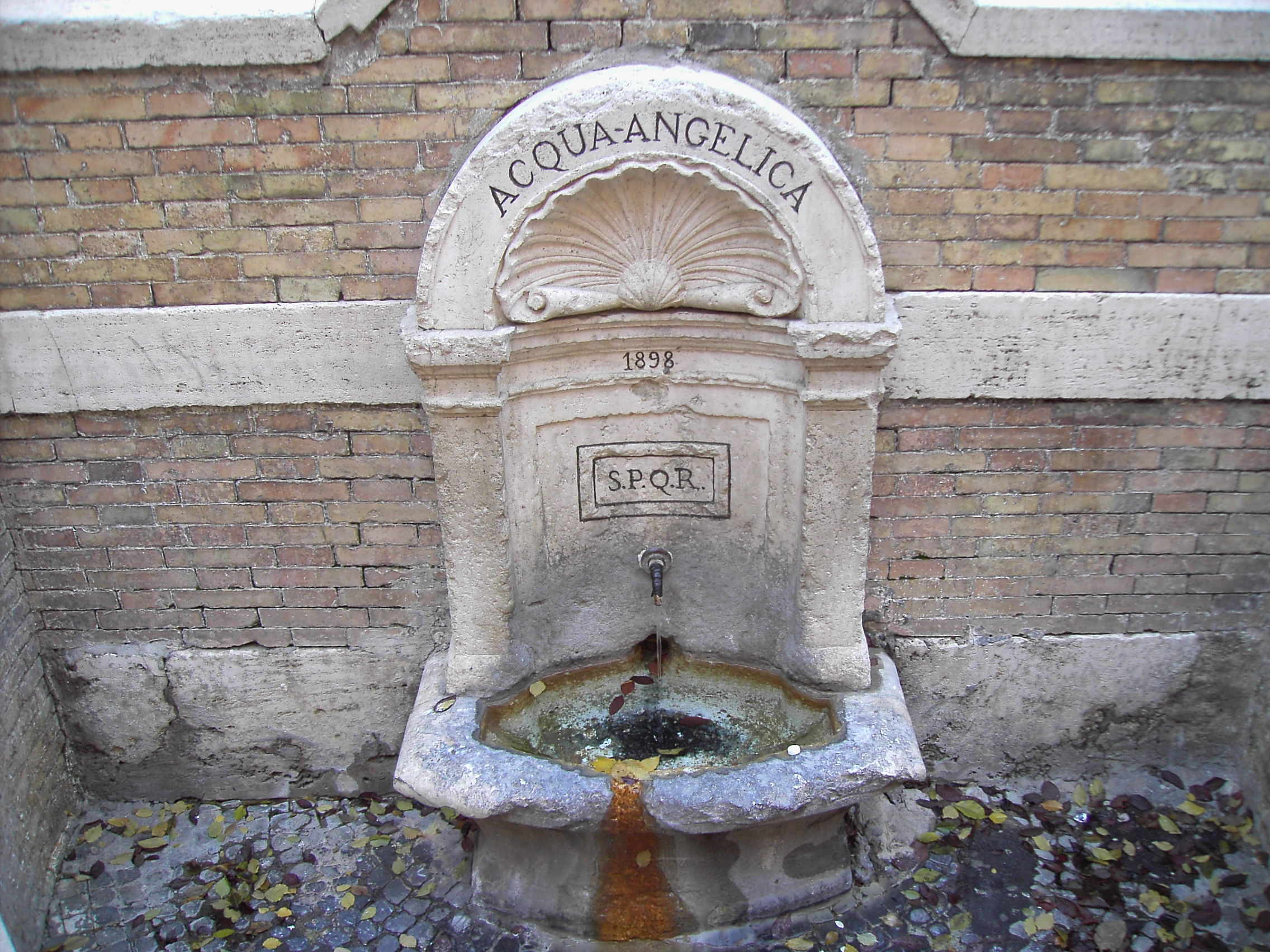
La fontana dell'Acqua Angelica, attualmente in piazza delle Vaschette.